# 约内尔·德伦伯
约内尔·亚历山德鲁·德伦伯（羅馬尼亞語：Ionel Alexandru Drîmbă，1942年3月18日—2006年2月20日），罗马尼亚男子击剑运动员。他曾获得1968年夏季奥运会击剑比赛男子花剑个人金牌。他也曾在世界锦标赛上收获一枚金牌和一枚铜牌。